# زبیزوبی
زبیزوبی (به لاتین: Zbizuby) یک منطقهٔ مسکونی در جمهوری چک است که در شهرستان کوتنا هورا واقع شده‌است.